# Сан Мигел (округ Контра Коста, Калифорнија)
Сан Мигел (енгл. San Miguel, Contra Costa County) насељено је место без административног статуса у америчкој савезној држави Калифорнија.

## Демографија
По попису из 2010. године број становника је 3.392.
| Група             | 2000.    | 2010.         |
| Белци             | 0 (0,0%) | 2.860 (84,3%) |
| Афроамериканци    | 0 (0,0%) | 31 (0,9%)     |
| Азијати           | 0 (0,0%) | 190 (5,6%)    |
| Хиспаноамериканци | 0 (0,0%) | 200 (5,9%)    |
| Укупно            | 0        | 3.392         |